# Andrej Poleščuk
Andrej Poleščuk (* 26. srpna 1993 Pinsk) je český aktivista. Aktivně působí na síti X, kde se jako rodilý Bělorus věnuje problematice východní Evropy, EU a postsovětského prostoru.
Na X pravidelně informuje o dění na Ukrajině a rusko-ukrajinském konfliktu a od invaze v únoru 2022 píše své souhrny prakticky denně. Ukrajinskou situací se zabýval již dříve v době po Euromajdanu.
Jako dobrovolník aktivně organizuje finanční sbírky pro Ukrajinu a byl za to na Ukrajině vyznamenán.

## Život
Andrej Poleščuk je původem Bělorus, narodil se v roce 1993 v Pinsku v jižním Bělorusku; v Česku žije s rodinou od srpna roku 2003. Od roku 2014 má české státní občanství. V roce 2022 vystudoval Právnickou fakultu Univerzity Palackého v Olomouci (obor právo a právní věda).
Jako dobrovolník organizuje sbírky pro Ukrajinu. V prosinci 2022 osobně navštívil Ukrajinu, Bachmut v oblasti Donbasu. Za svou práci byl vyznamenán cenou určenou pro dobrovolníky.

## Politické působení
V roce 2015 byl členem České pirátské strany. V roce 2017 podpořil drobným finančním příspěvkem stranu Svobodných. Od roku 2019 byl registrovaným podporovatelem hnutí STAN, později se stal jeho členem.
V rozhovoru pro Reflex přiznal, že si vybral stranu a ve svých příspěvcích agreguje ukrajinskou propagandu. V dubnu 2022 vybral díky sbírce přes 3 miliony korun jako podporu pro 128. zakarpatskou brigádu v rusko-ukrajinském konfliktu. Kritizoval Amnesty International za report o Ukrajině ze srpna 2022.
Ve volbách do Evropského parlamentu v červnu 2024 kandidoval jako člen hnutí STAN na 8. místě kandidátky koalice „Starostové a osobnosti pro Evropu“ (tj. STAN, SLK a nezávislí). Získal téměř 8 % preferenčních hlasů a z osmého místa se posunul na třetí. Strana však získala jen dva mandáty, a zvolen tak nebyl.

## Působení na síti X
Jeho účet na síti X @andrewofpolesia sledovalo v roce 2022 přes 80 000 lidí s celkovým dosahem příspěvků při započtení sdílení až 400 tisíc lidí. Každé denní vlákno na X začíná „dobrou zprávou“, že Ukrajina přežila další den, a „špatnou zprávou“, že Vladimir Putin ještě žije.
V počátku invaze krom jiného zveřejňoval komentáře u zabitých ruských vojáků ve stylu: „Byl a už není, gratuluji“. Své „válečné zpravodajství“ provádí ve svém volném čase.